# Griekenland op de Olympische Zomerspelen 1984
Griekenland nam deel aan de Olympische Zomerspelen 1984 in Los Angeles, Verenigde Staten. Er werden twee medailles gewonnen, waaronder 1 zilveren.

## Medailleoverzicht
| Sport     | Olympiër              | Discipline               | Medaille |
| --------- | --------------------- | ------------------------ | -------- |
| Worstelen | Dimitrios Thanopoulos | -82kg Grieks-Romeins (m) | Zilver   |
| Worstelen | Charalambos Cholidis  | -57kg Grieks-Romeins (m) | Brons    |

## Deelnemers en resultaten per onderdeel

### Atletiek
| Olympiër               | Discipline             | Resultaat | Prestatie                                                    |
| ---------------------- | ---------------------- | --------- | ------------------------------------------------------------ |
| Sotirios Moutsanas     | 800m (m)               | 21e       | serie 1: 4de in 1.47,32 kwartfinale 1: 7de in 1.46,34        |
| Athanasios Kalogiannis | 400m horden (m)        | 25e       | serie 6: 4de in 50,62                                        |
| Georgios Vamvakas      | 400m horden (m)        | 21e       | serie 2: 6de in 50,39                                        |
| Michail Koussis        | marathon (m)           | 26e       | 2:17.38                                                      |
| Dimitrios Mikhas       | hink-stap-springen (m) | 13e       | kwalificatie groep B: 8ste met 16,15m                        |
| Dimitrios Kattis       | hoogspringen (m)       | 22e       | kwalificatie groep B: 9de met 2,15m                          |
| Dimitrios Koutsoukis   | kogelstoten (m)        | 14e       | kwalificatie groep B: 8ste met 18,74m                        |
| Kostas Georgakopoulos  | discuswerpen (m)       | 11e       | kwalificatie groep A: 3de met 60,94m finale: 11de met 60,30m |
|                        |                        |           |                                                              |
| Elissavet Pantazi      | 100m horden (v)        | 21e       | serie 2: 6de in 14,20                                        |
| Anna Verouli           | speerwerpen (v)        | DNF       | kwalificatie groep B: geen geldige poging                    |

### Boksen
| Olympiër               | Discipline | Resultaat | Prestatie                                                                                     |
| ---------------------- | ---------- | --------- | --------------------------------------------------------------------------------------------- |
| Stamatios Kolethras    | -57kg (m)  | 32e       | 1ste ronde: V van MAW Faki: 1-4                                                               |
| Georgios Stefanopoulos | -91kg (m)  | 5e        | 1ste ronde: vrij 2de ronde: W van GBR Young: knock-out kwartfinale: V van NED Vanderlyde: 0-5 |

### Gewichtheffen
| Olympiër                 | Discipline  | Resultaat | Prestatie                                                      |
| ------------------------ | ----------- | --------- | -------------------------------------------------------------- |
| Ioannis Katsaidonis      | -56kg (m)   | 9e        | trekken: 9de met 105kg stoten: 7de met 135kg totaal: 240kg     |
| Iordanis Ilioudis        | -75kg (m)   | 13e       | trekken: 16de met 130kg stoten: 8ste met 175kg totaal: 305kg   |
| Pavlo Lespouridis        | -75kg (m)   | 12e       | trekken: 13de met 135kg stoten: 8ste met 170kg totaal: 305kg   |
| Vasilios Stavridis       | -82,5kg (m) | DNF       | trekken: geen geldige poging                                   |
| Nikos Iliadis            | -90kg (m)   | 6e        | trekken: 4de met 155kg stoten: 3de met 195kg totaal: 350kg     |
| Giannis Gerontas         | -110kg (m)  | 7e        | trekken: 9de met 152,5kg stoten: 7de met 197,5kg totaal: 350kg |
| Georgios Panagiotakis    | -110kg (m)  | DNF       | trekken: 6de met 160kg stoten: geen geldige poging             |
| Serafim Grammatikopoulos | +110kg (m)  | DNF       | trekken: geen geldige poging                                   |
| Ioannis Tsintsaris       | +110kg (m)  | 4e        | trekken: 4de met 162,5kg stoten: 5de met 185kg ttoaal: 347,5kg |

### Roeien
| Olympiër                 | Discipline | Resultaat | Prestatie                                                                                                   |
| ------------------------ | ---------- | --------- | --- |
| Konstatinos Kontomanolis | skiff (m)  | 6e        | serie 2: 3de in 7.35,92 herkansingen: 1ste in 7.25,15 halve finale 1: 3de in 7.23,99 finale: 6de in 7.17,03 |

### Schermen
| Olympiër        | Discipline | Resultaat | Prestatie |
| --------------- | ---------- | --------- | --- |
| Zisis Babanasis | sabel (m)  | 11e       | 1ste ronde groep 5: 2de met 3 overwinningen kwartfinale 4: 2de met 3 overwinningen halve finale 2: 3de met 3 overwinningen finale: 11de |

### Schietsport
| Olympiër                   | Discipline                | Resultaat | Prestatie                        |
| -------------------------- | ------------------------- | --------- | -------------------------------- |
| Pelopidas Iliadis          | 10m luchtgeweer (m)       | 31e       | 571 punten: (95-96-96-95-96-93)  |
| Ignatios Psyllakis         | 10m luchtgeweer (m)       | 9e        | 581 punten: (96-99-96-94-96-100) |
| Pelopidas Iliadis          | 50m geweer 3 posities (m) | 41e       | 1114 punten: (389-369-356)       |
| Ignatios Psyllakis         | 50m geweer 3 posities (m) | 26e       | 1135 punten: (390-371-374)       |
| Ignatios Psyllakis         | 50m geweer liggend (m)    | 23e       | 590 punten: (98-99-99-99-96-99)  |
|                            |                           |           |                                  |
| Agi Kasoumi                | 25m pistool (v)           | 21e       | 565 punten: (92-94-93-99-95-92)  |
|                            |                           |           |                                  |
| Rodolfos Georgios Alexakos | skeet                     | 45e       | 183 punten                       |
| Panagiotis Xanthakos       | skeet                     | 38e       | 185 punten                       |

### Waterpolo
| Olympiër | Discipline | Resultaat | Prestatie |
| --- | ---------- | --------- | --- |
| Ioannis Vossos Spyros Capralos Sotirios Stathakis Andreas Gounas Kiriakos Giannopoulos Aristidis Kefalogiannis Anastasios Papanastasiou Dimitrios Seletopoulos Antonios Aronis Markellos Sitarenios George Mavrotas Xenofon Moudatsios Stavros Giannopoulos | mannen     | 8e        | groep B: 3de V van Verenigde Staten: 5-12 V van Spanje: 9-12 G van Brazilië: 9-9 finale groep E: 2de W van Canada: 11-8 W van Japan: 14-7 G van Italië: 8-8 W van China: 10-9 |

| Groep B |                  |             |             |             |             |            |            |            |        |
| #       | Land             | Wedstrijden | Wedstrijden | Wedstrijden | Wedstrijden | Doelpunten | Doelpunten | Doelpunten | Punten |
| #       | Land             | G           | W           | G           | V           | V          | T          | Saldo      | Punten |
| 1       | Verenigde Staten | 3           | 3           | 0           | 0           | 32         | 17         | +15        | 6      |
| 2       | Spanje           | 3           | 2           | 0           | 1           | 39         | 31         | +8         | 4      |
| 3       | Griekenland      | 3           | 0           | 1           | 2           | 23         | 33         | -10        | 1      |
| 4       | Brazilië         | 3           | 0           | 1           | 2           | 25         | 38         | -13        | 1      |

| Ronde      | Datum       | Plaats           | Land | Score       | Land |
| ---------- | ----------- | ---------------- | ---- | ----------- | ---- |
| Groepsfase |             |                  |      |             |      |
| 1 augustus | Los Angeles | Verenigde Staten | 12-5 | Griekenland |      |
| 2 augustus | Los Angeles | Spanje           | 12-9 | Griekenland |      |
| 3 augustus | Los Angeles | Griekenland      | 9-9  | Brazilië    |      |

| Finale groep E |             |             |             |             |             |            |            |            |        |
| #              | Land        | Wedstrijden | Wedstrijden | Wedstrijden | Wedstrijden | Doelpunten | Doelpunten | Doelpunten | Punten |
| #              | Land        | G           | W           | G           | V           | V          | T          | Saldo      | Punten |
| 1              | Italië      | 5           | 4           | 1           | 0           | 63         | 34         | +29        | 9      |
| 2              | Griekenland | 5           | 3           | 2           | 0           | 52         | 41         | +11        | 8      |
| 3              | China       | 5           | 3           | 0           | 2           | 44         | 39         | +5         | 6      |
| 4              | Canada      | 5           | 1           | 1           | 3           | 40         | 48         | -8         | 3      |
| 5              | Japan       | 5           | 1           | 0           | 4           | 30         | 55         | -25        | 2      |
| 6              | Brazilië    | 5           | 0           | 2           | 3           | 40         | 52         | -12        | 2      |

| Ronde       | Datum       | Plaats      | Land | Score  | Land |
| ----------- | ----------- | ----------- | ---- | ------ | ---- |
| Groepsfase  |             |             |      |        |      |
| 6 augustus  | Los Angeles | Griekenland | 11-8 | Canada |      |
| 7 augustus  | Los Angeles | Griekenland | 14-7 | Japan  |      |
| 9 augustus  | Los Angeles | Griekenland | 8-8  | Italië |      |
| 10 augustus | Los Angeles | Griekenland | 10-9 | China  |      |

### Wielersport
| Olympiër               | Discipline       | Resultaat | Prestatie      |
| Weg                    | Weg              | Weg       | Weg            |
| ---------------------- | ---------------- | --------- | -------------- |
| Kanellos Kanellopoulos | wegwedstrijd (m) | DNF       | niet gefinisht |
| Ilias Kelesidis        | wegwedstrijd (m) | DNF       | niet gefinisht |

### Worstelen
| Olympiër              | Discipline  | Resultaat   | Prestatie |
| Vrije stijl           | Vrije stijl | Vrije stijl | Vrije stijl |
| --------------------- | ----------- | ----------- | --- |
| Georgios Athanasiadis | -68kg (m)   | 17e         | groep A: 9de V van USA Rein: 0,5-3,5 V van FIN Rauhala: 1-3 |
| Kyriakos Bogiatzis    | -74kg (m)   | 11e         | groep B: 6de V van FRG Knosp: 0-4 W van AUS Green: 3-1 V van CAN Mongeon: 0-4                                                                                      |
| Iraklis Deskoulidis   | -82kg (m)   | 7e          | groep A: 4de W van CMR N'To: 4-0 V van KOR Kim: 1-3 W van FRG Trik: 3-1 V van JPN Nagashima: 1-3                                                                   |
| Georgios Pikilidis    | -100kg (m)  | 6e          | groep A: 3de W van MTN Sy: 3-0 W van SWE Gustavsson: 4-0 V van SYR Atiyeh: 0-4 V van ROU Puşcaşu: 0-4 5-6de plek: V van JPN Honda: 0-4                             |
| Panagiotis Poikilidis | +100kg (m)  | 8e          | groep A: 4de V van TUR Taskim: 1-3 |
| Grieks-Romeins        |             |             | |
| Haralambos Holidis    | -57kg (m)   | Brons       | groep A: 2de W van EGY Khalaf: 4-0 W van MAR Lachkar: 3-0 W van SWE Ljungbeck: 3-1 V van JPN Eto: 1-3 bronzen finale: W van ROU Zamfir: 3-1                        |
| Stelios Mygiakis      | -62kg (m)   | 11e         | groep B: 6de W van EGY Bekhit: 3-1 V van SUI Dietsche: 1-3 V van KOR Kim: 0-4                                                                                      |
| Antonios Papadopoulos | -68kg (m)   | 9e          | groep B: 5de V van USA Martinez: 0-4 V van EGY Ibrahim: 1-3 |
| Dimitrios Thanopoulos | -82kg (m)   | Zilver      | groep B: 1ste W van JPN Moriyama: 3-0 W van ITA Razzinor: 3-0 W van FRG Seibold: 3-0 V van FIN Övermark: 1-3 W van YUG Petkovic: 3-1 finale: V van ROU Draica: 1-2 |
| Georgios Pozidis      | -90kg (m)   | 6e          | groep B: 3de W van YUG Kopas: 3-1 W van IRQ Rahman: 4-0 V van SWE Andersson: 0-3 V van USA Fraser: 1-3 5-6de plek: V van FRA Court: 1-3                            |
| Georgios Pikilidis    | -100kg (m)  | 4e          | groep A: 2de W van AUT Pitschmann: 3-1 W van SWE Gustavsson: 4-0 V van ROU Andrei: 0-3,5 bronzen finale: V van YUG Tertei: 0-3                                     |
| Panagiotis Poikilidis | +100kg (m)  | 5e          | groep A: 3de W van JPN Ando: 3-1 W van USA Blatnick: 3-1 V van YUG RMemišević: 0-3,5 5-6de plek: W van EGY El-Hadad: 3-1                                           |

### Zeilen
| Olympiër                                                    | Discipline     | Resultaat | Prestatie                            |
| ----------------------------------------------------------- | -------------- | --------- | ------------------------------------ |
| Stilianos Georgosopoulos                                    | windglider (m) | 31e       | 206 punten: (22-28-32-32-31-25-DNF)  |
|                                                             |                |           |                                      |
| Armando Ortolano                                            | finn           | 16e       | 108,7 punten: (14-3-14-13-15-17-DNF) |
| Ilias Hatzipavlis Leonidas Pelekanakis                      | star           | 6e        | 67 punten: (2-1-11-13-11-10-8)       |
| Anastasios Bountouris Dimitrios Deligiannis George Spiridis | soling         | 6e        | 59,2 punten: (8-5-4-1-6-DNF-9)       |

### Zwemmen
| Olympiër            | Discipline           | Resultaat | Prestatie                                         |
| ------------------- | -------------------- | --------- | ------------------------------------------------- |
| Ilias Malamas       | 100m rugslag (m)     | 19e       | serie 6: 3de in 58,69                             |
| Kristofer Stivenson | 100m rugslag (m)     | 20e       | serie 2: 3de in 58,76                             |
| Kristofer Stivenson | 200m rugslag (m)     | 23e       | serie 1: 5de in 2.08,38 (NR)                      |
| Kristofer Stivenson | 100m vlinderslag (m) | 12e       | serie 3: 2de in 55,46 (NR) finale B: 4de in 55,61 |
| Kristofer Stivenson | 200m vlinderslag (m) | 18e       | serie 3: 5de in 2.02,94                           |
|                     |                      |           |                                                   |
| Sofia Dara          | 100m vrije slag (v)  | 23e       | serie 1: 4de in 59,25                             |
| Sofia Dara          | 200m vrije slag (v)  | 23e       | serie 1: 4de in 2.09,52                           |
| Sofia Dara          | 400m vrije slag (v)  | 20e       | serie 1: 4de in 4.31,76                           |

Algerije · Amerikaanse Maagdeneilanden · Andorra · Antigua en Barbuda · Argentinië · Australië · Bahama’s · Bahrein · Bangladesh · Barbados · België · Belize · Benin · Bermuda · Bhutan · Birma · Bolivia · Bondsrepubliek Duitsland · Botswana · Brazilië · Britse Maagdeneilanden · Canada · Centraal-Afrikaanse Republiek · Chili · China · Chinees Taipei · Colombia · Congo-Brazzaville · Costa Rica · Cyprus · Denemarken · Djibouti · Dominicaanse Republiek · Ecuador · Egypte · El Salvador · Equatoriaal-Guinea · Fiji · Filipijnen · Finland · Frankrijk · Gabon · Gambia · Ghana · Grenada · Griekenland · Groot-Brittannië · Guatemala · Guinee · Guyana · Haïti · Honduras · Hongkong · Ierland · IJsland · India · Indonesië · Irak · Israël · Italië · Ivoorkust · Jamaica · Japan · Joegoslavië · Jordanië · Kaaimaneilanden · Kameroen · Kenia · Koeweit · Lesotho · Libanon · Liberia · Liechtenstein · Luxemburg · Madagaskar · Malawi · Maleisië · Mali · Malta · Marokko · Mauritanië · Mauritius · Mexico · Monaco · Mozambique · Nederland · Nederlandse Antillen · Nepal · Nicaragua · Nieuw-Zeeland · Niger · Nigeria · Noord-Jemen · Noorwegen · Oeganda · Oman · Oostenrijk · Pakistan · Panama · Papoea-Nieuw-Guinea · Paraguay · Peru · Portugal · Puerto Rico · Qatar · Roemenië · Rwanda · Salomonseilanden · Samoa · San Marino · Saoedi-Arabië · Senegal · Seychellen · Sierra Leone · Singapore · Soedan · Somalië · Spanje · Sri Lanka · Suriname · Swaziland · Syrië · Tanzania · Thailand · Togo · Tonga · Trinidad en Tobago · Tsjaad · Tunesië · Turkije · Uruguay · Venezuela · Verenigde Arabische Emiraten · Verenigde Staten · Zaïre · Zambia · Zimbabwe · Zuid-Korea · Zweden · Zwitserland